# Флэнаган, Роберт
Роберт Флэнаган (англ. Robert Flanagan), род. в Толидо, США — американский писатель.
Его отец — безработный ветеран Первой мировой войны, инвалид. Мать работала на заводе, производящем свечи зажигания Champion.
После окончания учёбы в католической школе Флэнаган перепробовал несколько профессий, среди которых были мойщик посуды, дворник, ночной сторож, и наконец завербовался рекрутом в корпус американской морской пехоты. Опыт жизни в тренировочном лагере на военной базе Пэррис-Айленд Флэнаган положил в основу романа Maggot, опубликованного в 1971 году издательством Warner Books. Роман выдержал двенадцать переизданий и разошёлся тиражом в четверть миллиона экземпляров. В СССР книга вышла под названием «Черви» (Москва: Воениздат, 1979, ISBN 5-7707-7549-1), перевод Тома Кирилловича Белащенко.